# أحمد النواف الأحمد الصباح
الشيخ أحمد نواف الأحمد الصباح (مواليد 1956) عسكري كويتي سابق ، رئيس مجلس الوزراء الأسبق خلال الفترة 24 يوليو 2022 حتى 4 يناير 2024 وهو الإبن الأكبر للشيخ نواف الأحمد الجابر الصباح أمير دولة الكويت السابق.

## ولادته و نشأته
ولد الشيخ أحمد النواف في عام 1956، وهو الإبن الأكبر للشيخ نواف الأحمد الجابر الصباح أمير دولة الكويت السابق من زوجته شريفة سليمان الجاسم التي أنجبت أربعة أبناء وبنت واحدة، فله 3 أشقاء هم الشيخ فيصل والشيخ عبدالله والشيخ سالم، إضافة إلى أخته الشيخة شيخة، وحصل على شهادة بكالوريوس التجارة من جامعة الكويت.

## مناصبه
عمل في وزارة الداخلية حيث شغل منصب وكيل وزارة مساعد لشؤون الجنسية والجوازات في وزارة الداخلية وكم شغل منصب الوكيل المساعد لشؤون التعليم والتدريب بوزارة الداخلية. 
في أبريل 2014 تم ترقيته لرتبة فريق أول، ثم تقاعد من وزارة الداخلية في نفس الشهر
في 20 أبريل 2014 صدر مرسوماً بتعينه محافظاً لمحافظة حولي  وقد مثّل أمير البلاد في أكثر من مناسبة.   
وسبق وأن كان عضوًا في الجمعية العمومية الخاصة بنادي العربي، وكان مديرًا للكرة خلال العصر الذهبي للنادي. كذلك شغل منصب رئيس الاتحاد الدولي للشرطة،  وترأس أيضًا اتحاد الشرطة الكويتي.

### نائباً لرئيس الحرس الوطني
في 19 نوفمبر 2020 صدر مرسوماً بتعيينه نائبًا لرئيس الحرس الوطني بدرجة وزير في 19 نوفمبر 2020   وذلك بعد شغور المنصب بتولي الشيخ مشعل الأحمد الجابر الصباح ولاية العهد في 8 أكتوبر 2020 أصبح منصب نائب رئيس الحرس الوطني شاغرًا ، وشغل المنصب حتى 9 مارس 2022.  

### نائباً أول لرئيس مجلس الوزراء ووزيراً الداخلية
في 9 مارس 2022 صدر مرسوم أميري بتعينه نائبًا أول لرئيس مجلس الوزراء ووزيرًا للداخلية  وشغل المنصب حتى توليه رئاسة الوزراء.

## رئاسة الوزراء
في يوم الأحد 24 يوليو 2022 أصدر الشيخ مشعل الأحمد الجابر الصباح ولي عهد دولة الكويت أمر أميري بتعينه رئيساً لمجلس الوزراء وتكليفه بترشيح أعضاء الحكومة  وصدر مرسوم تشكيل الحكومة الأولى برئاسته في يوم الإثنين 1 أغسطس 2022  والتي إستقالت في يوم الأحد 2 أكتوبر 2022 عملاً بالمادة 57 من دستور الكويت والتي تنص على تشكيل حكومة جديدة بعد الانتخابات البرلمانية حيث أصدر ولي عهد دولة الكويت في نفس اليوم أمر أميري بقبول إستقالة الحكومة وتكليف رئيس مجلس الوزراء والوزراء بتصريف العاجل من شؤون مناصبهم لحين تشكيل الحكومة الجديدة.
وفي يوم الأربعاء 5 أكتوبر 2022 أصدر الشيخ مشعل الأحمد الجابر الصباح ولي عهد دولة الكويت أمر أميري بتعينه رئيساً لمجلس الوزراء وتكليفه بترشيح أعضاء الحكومة  وصدر مرسوم تشكيل الحكومة الثانية برئاسته في يوم الأحد 16 أكتوبر 2022  وفي يوم الثلاثاء 24 يناير 2023 رفع الشيخ أحمد النواف إستقالة الحكومة إلى ولي العهد الشيخ مشعل الأحمد حيث أصدر ولي عهد دولة الكويت في يوم الخميس 26 يناير 2023 أمر أميري بقبول إستقالة الحكومة وتكليف رئيس مجلس الوزراء والوزراء بتصريف العاجل من شؤون مناصبهم لحين تشكيل الحكومة الجديدة.
وفي يوم الأحد 5 مارس 2023 أصدر الشيخ مشعل الأحمد الجابر الصباح ولي عهد دولة الكويت أمر أميري بتعينه رئيساً لمجلس الوزراء وتكليفه بترشيح أعضاء الحكومة  وصدر مرسوم تشكيل الحكومة الثالثة برئاسته في يوم الأحد 9 أبريل 2023  والتي إستقالت في 7 يونيو 2023 عملاً بالمادة 57 من دستور الكويت والتي تنص على تشكيل حكومة جديدة بعد الانتخابات البرلمانية  حيث أصدر ولي عهد دولة الكويت في نفس اليوم أمر أميري بقبول إستقالة الحكومة وتكليف رئيس مجلس الوزراء والوزراء بتصريف العاجل من شؤون مناصبهم لحين تشكيل الحكومة الجديدة.
وفي يوم الأربعاء 14 يونيو 2023 أصدر الشيخ مشعل الأحمد الجابر الصباح ولي عهد دولة الكويت أمر أميري بتعينه رئيساً لمجلس الوزراء وتكليفه بترشيح أعضاء الحكومة  وصدر مرسوم تشكيل الحكومة الرابعة برئاسته في يوم الأحد 18 يونيو 2023  والتي إستقالت في 20 ديسمبر 2023 بعد تولي الشيخ مشعل الأحمد الجابر الصباح مقاليد الحكم وأصدر أمير دولة الكويت في نفس اليوم أمر أميري بقبول بقبول إستقالة الحكومة وتكليف رئيس مجلس الوزراء والوزراء بتصريف العاجل من شؤون مناصبهم لحين تشكيل الحكومة الجديدة. وانتهت مهام الشيخ أحمد النواف في رئاسة مجلس الوزراء في 4 يناير 2024 بعد صدور أمر أميري بتعين الشيخ الدكتور محمد صباح السالم الصباح رئيساً لمجلس الوزراء وتكليفه بترشيح أعضاء الحكومة الجديدة.  

### الحكومات التي ترأسها الشيخ أحمد النواف
|   | الحكومة                            | بداية الفترة   | نهاية الفترة   |
| - | ---------------------------------- | -------------- | -------------- |
| 1 | مجلس الوزراء الكويتي (أغسطس 2022)  | 1 أغسطس 2022   | 2 أكتوبر 2022  |
| 2 | مجلس الوزراء الكويتي (أكتوبر 2022) | 16 أكتوبر 2022 | 26 يناير 2023  |
| 3 | مجلس الوزراء الكويتي (أبريل 2023)  | 9 أبريل 2023   | 7 يونيو 2023   |
| 4 | مجلس الوزراء الكويتي (يونيو 2023)  | 18 يونيو 2023  | 20 ديسمبر 2023 |